# グレイグース
グレイグース (Grey Goose Vodka) は、1997年に米国で最初に発売された、フランス産高級ウォッカ。フランス産高級小麦を100%使用し、コニャック地方にて製造される。ニューヨークのSidney Frank社から、2004年にバカルディ社（Bacardi Limited）が22億ドル（単一ブランドの買収としては過去最高額）でブランドの製造販売権を取得した。最初のフランス産ウォッカで、全世界で3600万本以上の販売規模（Impact社調べ）を持つ高級ウォッカとして世界最大のブランド。

## 商品コンセプトと製造
ロシアやポーランドといった東ヨーロッパ産ウォッカとは全く異なるコンセプトで、1997年にアメリカのSidney Frank社が、フランスの美食文化をコンセプトに取り入れ商品開発。東ヨーロッパの高級ウォッカが蒸留と濾過の技術を駆使し、ピュアさを追求するのに対し、グレイグースは原材料の特徴を残すため、濾過を最小限にとどめ、「味わいあるウォッカ」を製造するコンセプトで開発されている。
原材料となる小麦は「océan de blé」で収穫されるパティシエ御用達のベーカリー用冬小麦を使用し、Massif Centralの石灰岩高原を通って自然に濾過された、コニャック地方のピュアな湧き水を仕込み水に使用する。ブランド開発から携わっている初代セラーマスターが、ブランドオーナーがバカルディ社へ移行した現在も変わらず製造管理を行っている。

## テイスティングノート
香り： アルコール臭が最小限に抑えられており、クリア。エレガントな春の花の香りを感じさせるようにフレッシュ、微かなシトラスノートも感じる

味わい： 最初はソフトで優しく甘い。プラムやアニス、グレープフルーツのような若いフルーツのノートと、よくバランスのとれた舌触り。

フィニッシュ： 最初から最後まで長く続いて満足感が得られるようにフレッシュ。上質のフレンチアーモンド菓子を思い出させるフレーバー。